# 東江
東江（あがりえ）は沖縄県名護市にある町名の一つ。郵便番号は905-0021。

## 地理
沖縄本島北部の中心地である名護市街の入口で、もっとも南に位置する。城・大東・世富慶・名護と隣接する。

### 東江1丁目
旧国道より内側で東江地域の北側に位置しており、かつて名護市役所が置かれていた。現在でも小学校・郵便局・大型スーパーが立地しており、一軒家を中心に住宅地が多い。
主要施設
- 名護市立東江小学校
- 名護郵便局
- 名護年金事務所
- サンエー東江ショッピングタウン

### 東江2丁目
1丁目よりさらに内陸で、名護岳の麓に位置している。2000年に開通した沖縄県道18号線の名護城大橋は2丁目の集落の上を横断している。周囲を山に覆われているため、住宅地に加え大手のビール会社や小さなパン工場が立地している。
主要施設
- オリオンビール名護工場

### 東江3丁目
旧国道より内側で1丁目の南隣に位置しており、1丁目と変わらない町並みだが一部では2丁目と同じ川や山に囲まれている。ほぼすべてが住宅地である。

### 東江4丁目
国道58号と旧国道に挟まれる形に位置しており、現国道沿いは復帰直後まで海岸線だった。住宅地に加え、税務署や職安（ハローワーク）、さらにガソリンスタンドなどが立地している。しかし、かつてここに立地したものの相次いで市内の別の地域への移転で撤退した店舗もあるため、所々空き店舗も出ている。
もっとも南側に位置する「東江4丁目交差点」は現国道が開通してから現道と旧道の分岐点だが、最近は交通の要所が宮里交差点に移り、大半の車が素通りしている。しかし路線バスは高速バスを除き、現在でもこの交差点で旧道に入っている。
主要施設
- 名護税務署
- 名護公共職業安定所（ハローワーク名護・名護職安）
- マクドナルド名護店

### 東江5丁目
復帰後、海洋博覧会の道路整備とともに埋め立てられており、国道58号の西側（海側）に位置している。警察署が移転したほか、国道を通るドライブ客を巻き込むように国道沿いに店舗が並んでいる。ディスカウントストア、ビジネスホテル、牛丼店、釣具店など様々。住宅も一軒家よりもアパートや高層住宅といった集合住宅が多い。しかし海沿いへ行くほど空き地も所々目立つ。
主要施設
- 名護警察署
- 沖縄県警察安全運転学校北部分校
- A&W名護店
- Big1名護店（ディスカウントストア）
- すき家58号名護東江店
- ホテルルートイン名護

## 歴史
かつては名護間切、1908年の島嶼町村制施行後は名護町（1924年までは名護村）の中心地で、1970年8月に名護町と他の4村（屋部村・久志村・羽地村・屋我地村）の合併後は現在の港1丁目に移転する1981年まで名護市役所が置かれ、名護市のみならず沖縄本島北部の行政の中心だった。移転後、旧市庁舎は建物を残したまま名護博物館として再利用されている。
沖縄が本土復帰したばかりの1970年代前半までは交通の難所だった名護七曲り（国道58号）の終点で海岸線もそこから続くように残っており、海に沿って町が形成された。しかし1975年の沖縄国際海洋博覧会を機にアクセス道路となる名護七曲り区間の道路拡幅とそれに続く海岸の埋め立てで、かつての海岸線だったところは4車線の道路（当時は県道本部循環線のバイパス、現在は国道58号）となり、海岸沿いの町並みは大きく変貌した。また名護市街や名護市以北に向かう車はかつては町の真ん中を通過していたが、次第に海側の4車線道路へと移っていった（国道58号は1987年まで町の中央部を通る旧道を指定していたが、前年の名護バイパス開通で現在の海側の4車線道路に移った）。かつては名護町大兼久、その後は名護市字名護の下にある行政区の一つだったが、1989年に名護市で初となる住居表示で正式な町名となり、1丁目 - 5丁目がつけられた。
現在は内陸側の1丁目 - 3丁目、旧海岸線側の4丁目（旧国道と現国道の間に挟まれる形）よりも、国道より海側にあたる5丁目が発展しており、名護警察署が移転したほか、牛丼店やファーストフードなど名護市以北へ向かうドライブ客も立ち寄る商業施設も充実しているほか、アパートや高層住宅、ビジネスホテルも建っている。
住居表示実施前の東江地域の字名護の番地は若い番地が多く、特に4丁目は1桁 - 2桁だったが、開発が遅れていた2丁目や復帰後に埋め立てた5丁目は5000番台 - 6000番台と大きく飛び、特に5丁目は全域が一つの番地で区画ごとに枝番が割り振られていた。

## 交通

### 道路
- 国道58号
（1987年までは内側の旧道が指定されていた。それまで現道は国道449号、国道指定前の1982年までは県道本部循環線だった）
- 沖縄県道84号名護本部線（主要地方道）
- 沖縄県道18号線

### 路線バス
バス停
地域内には以下の4つのバス停がある（カッコ内の数字は停車するバス路線の系統番号）。
- 世富慶（20、77、78、111、117、120、888）[3]
- 東江（20、22、77、78、120）
- 名護職安前（65、66、70、76）
- 名護城入口（20、22、65、66、70、76、77、78、120）

地域内を通過するバス路線
- 20番・名護西線（琉球バス交通・沖縄バス）
- 22番・名護うるま線（沖縄バス）
- 65番・本部半島（渡久地廻り）線（琉球バス交通・沖縄バス）
- 66番・本部半島（今帰仁廻り）線（琉球バス交通・沖縄バス）
- 70番・備瀬線（琉球バス交通・沖縄バス）
- 76番・瀬底線（琉球バス交通・沖縄バス）
- 77番・名護東（辺野古経由）線（沖縄バス）
- 78番・名護東部線（琉球バス交通・沖縄バス）
- 111番・高速バス（琉球バス交通・沖縄バス・那覇バス・東陽バス）
- 117番・高速バス（美ら海直行）（琉球バス交通・沖縄バス・那覇バス）
- 120番・名護西空港線（琉球バス交通・沖縄バス）
- 888番・やんばる急行バス

## 東江にないが「東江」がつく施設
- 名護市立東江中学校（北端を流れる幸地川を挟んで北隣の大東の川沿いにある）
- 東江テレビ中継局（オリオンビール工場の南側の裏山に設置されているが、住所上は字名護である）